# پینوو (براندنبورگ)
پینوو (به آلمانی: Pinnow) یک شهر در آلمان است که در یوکرمرک واقع شده‌است. پینوو ۹۴۶ نفر جمعیت دارد.